# Пошкодження даних
Пошкодження даних (англ. Data corruption) — непередбачені зміни в комп'ютерних даних, які виникають унаслідок помилок під час процесу запису, зчитування, зберігання, передачі або обробки. Комп'ютерні системи, системи передачі та зберігання даних використовують цілий ряд заходів, спрямованих на забезпечення цілісності даних та усунення випадкових змін.

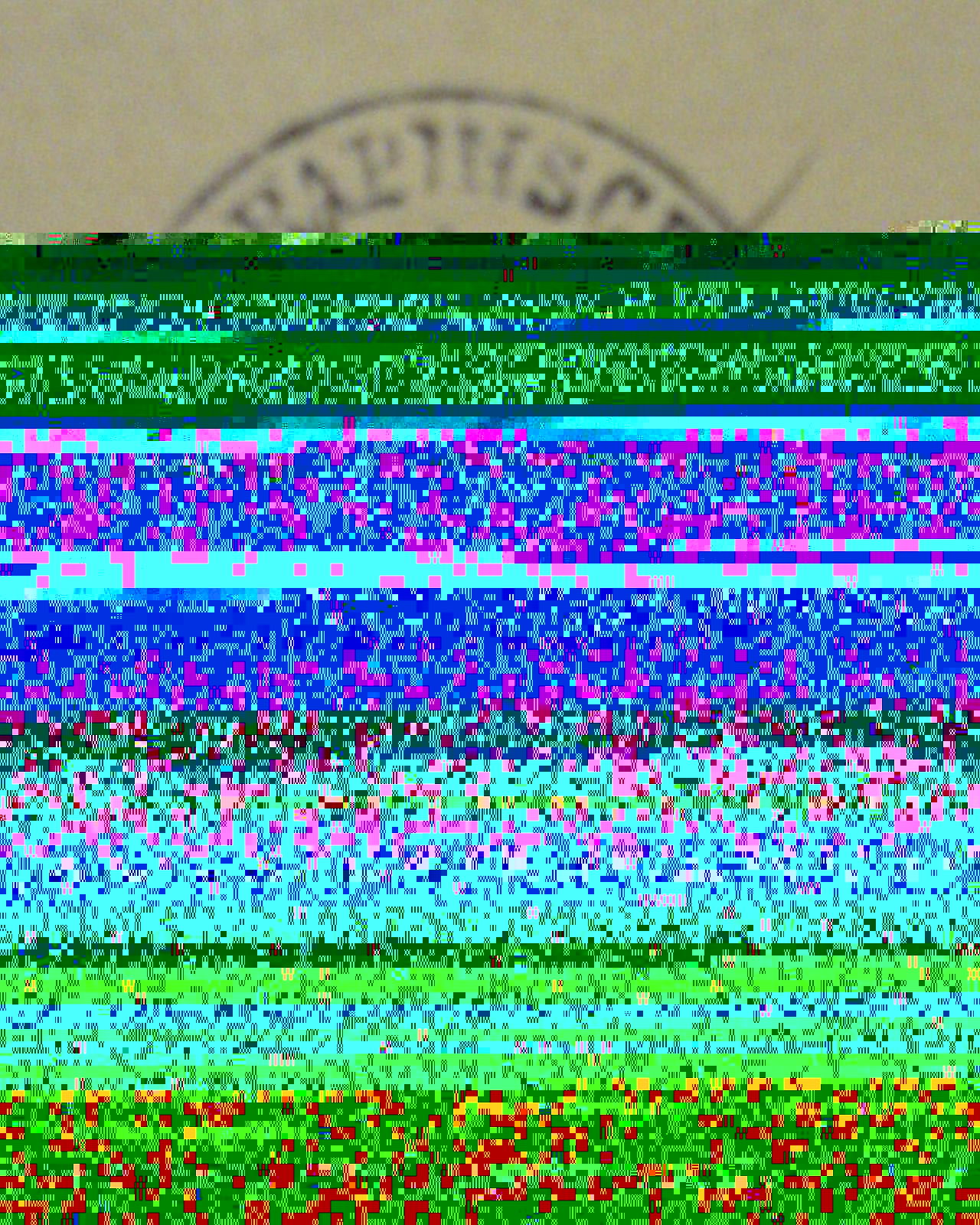
Зображення в якому виникло пошкодження даних унаслідок невдалого зчитування з жорсткого диску

В загальних випадках пошкодження даних в файлі призводить до непередбачених наслідків від незначної втрати інформації до краху комп'ютерної системи, особливо, якщо файл містить команди на виконання (скомпільований файл, командний файл тощо). 
Наприклад, якщо файл було пошкоджено, то, в залежності від програми, за допомогою якої він відкривається, ви не зможете його зовсім відкрити й прочитати, або зможете зможете відкрити та частково прочитати. Так зображення праворуч — приклад файлу зображення з пошкодженими даними, в якому більша частина інформації була втрачена.
Деякі види шкідливого програмного засобу (malware) навмисно пошкоджують дані шляхом перезапису частини або всіх даних сміттям або випадковими даними. Проте існують програми відновлення даних для окремих випадків. 